# Azovmach
L'usine Azovmach est une usine située à Marioupol, en Ukraine. C'est la plus grande usine du pays de fabrication d'équipements miniers, de wagons, de grues portuaires, et de chaudières.

## Histoire
L'entreprise s'est développée en travaillant également pour les véhicules blindés, l'aéronautique, et le spatial.

### Implication sociale
L'entreprise s'est impliquée dans le patronage, via la construction du palais de la culture d'Iska, et le soutien de clubs de sport (comme le club de basket de Marioupol).

### Illustrations

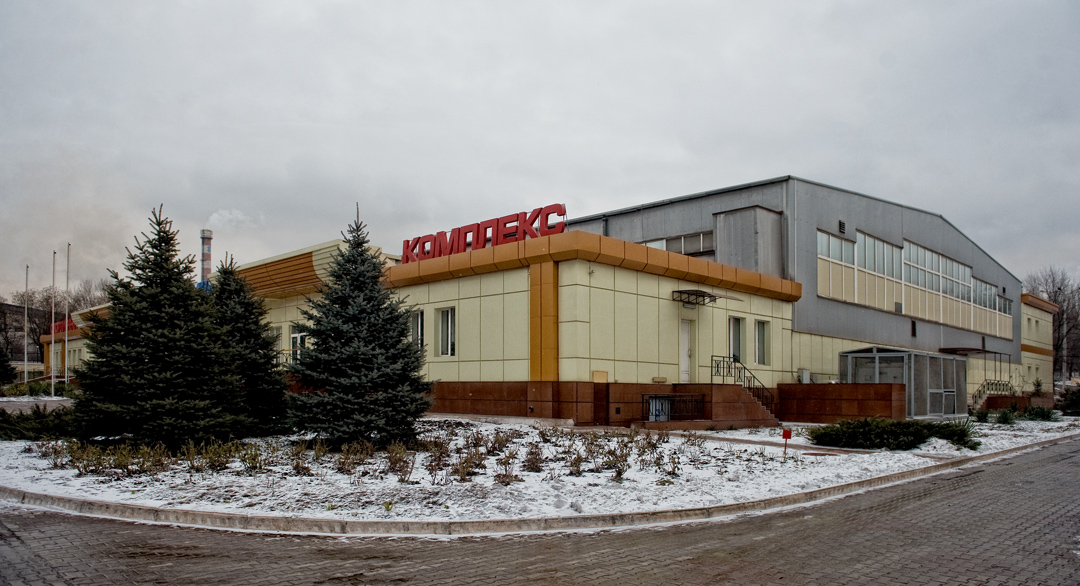
Palais du sport,
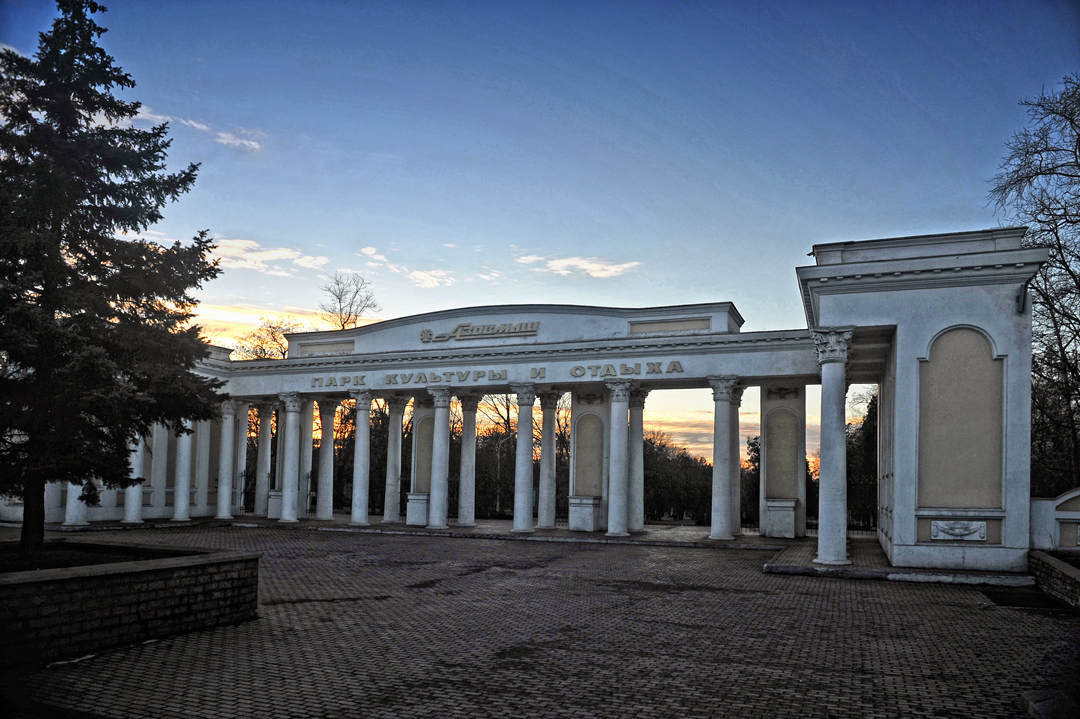
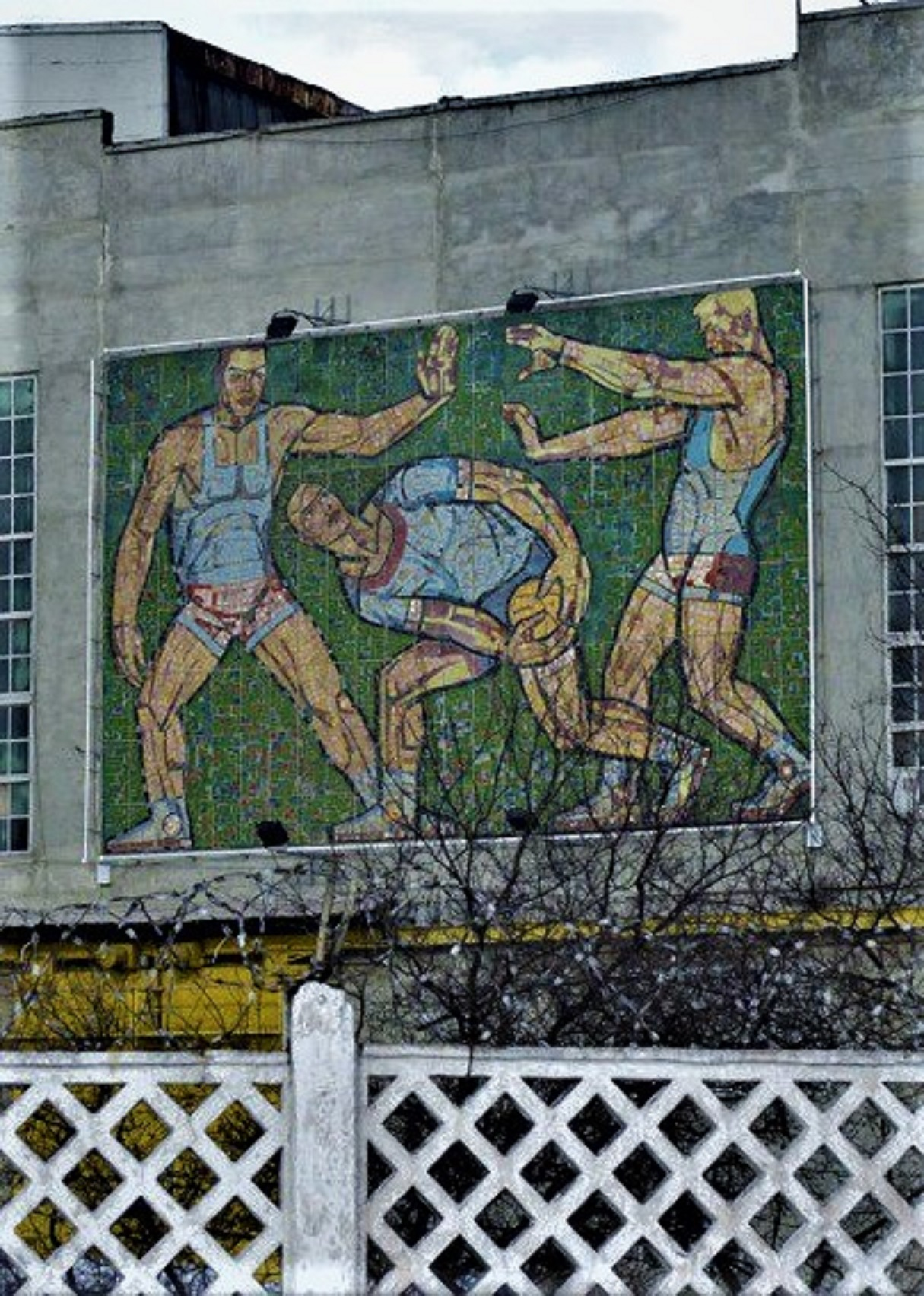
Les mosaïques de Konstantinowitsch et Kusminkow
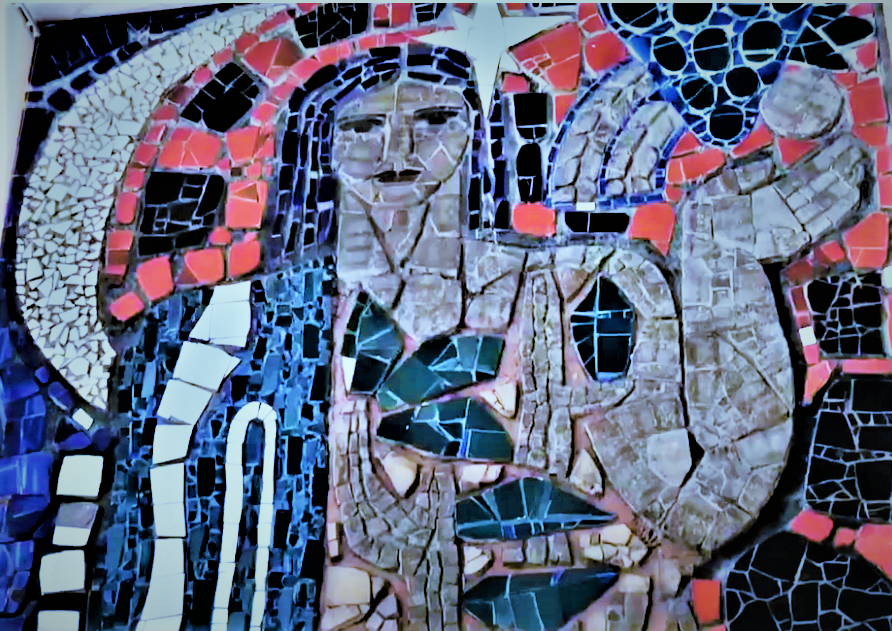
Les mosaïques de Kotkow, Lamach  et Litowtschenko
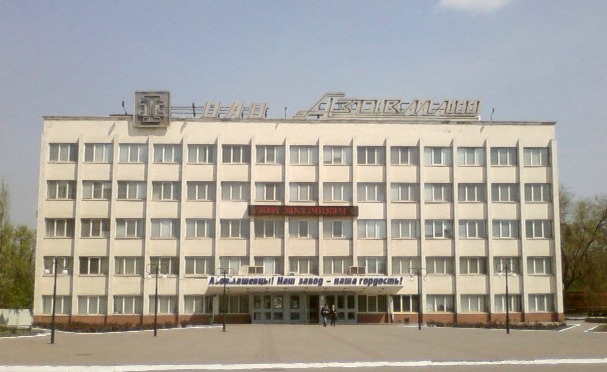
bâtiment administratif.